# 752

## Nașteri
- dată necunoscută: Irina Ateniana împărăteasă (d. 803)
- dată necunoscută: Ioanichie cel Mare  (d. 846)

## Decese
- Lupus, duce longobard de Spoleto (n. ?)

- Unulf (Unnolf), duce longobard de Spoleto (n. ?)